# Leopold von Stuckrad (General, 1808)
Karl Friedrich Leopold von Stuckrad (* 2. Februar 1808 in Gronden; † 14. Juli 1885 in Ludwigslust) war ein preußischer Generalleutnant.

## Leben

### Herkunft
Leopold war ein Sohn des preußischen Generalleutnants Leopold von Stuckrad und dessen Ehefrau Charlotte, geborene von Drigalski (1785–1854). Sein älterer Bruder Otto (1803–1888) brachte es zum preußischen Generalmajor, der jüngere Bruder Alexander (1814–1895) wurde preußischer Generalleutnant.

### Militärlaufbahn
Stuckrad besuchte das Berliner Kadettenhaus und wurde am 5. April 1826 als Sekondeleutnant dem Kaiser Alexander Grenadier-Regiment der Preußischen Armee überweisen. 1830/32 war er als Erzieher zum Kadettenhaus Berlin kommandiert. Von 1836 bis 1840 folgte eine Verwendung als Lehrer an der Vereinigten Garde-Divisionsschule und während dieser Zeit war Stuckrad 1837/39 in gleicher Eigenschaft auch an der Kadettenanstalt Berlin tätig. Mitte März 1841 avancierte er zum Premierleutnant und wirkte von Januar 1845 bis Mitte November 1847 als Examinator bei der Obermilitär-Examinatonskommission. Anschließend wurde Stuckrad unter Beförderung zum Hauptmann zum Kompaniechef ernannt. Als solcher war er im März 1848 an der Niederschlagung des Barrikadenaufstandes in Berlin beteiligt.
Mit dem Vorbehalt zur Wiederanstellung in der Preußischen Armee nahm Stuckrad am 20. November 1848 seinen Abschied. Er trat daraufhin in die Schleswig-Holsteinische Armee ein und wurde als Major und Kommandeur im 3. Holsteinischen Jägerkorps angestellt. In den Kämpfen gegen Dänemark nahm er 1849/50 an den Gefechten bei Schleswig, Atzbüll, Gravenstein, Auenbüll, Kolding sowie Fredericia teil und wurde für sein Verhalten bei Gudsoe mit dem Roten Adlerorden IV. Klasse mit Schwertern ausgezeichnet.
Am 11. April 1850 kehrte Stuckrad in die Preußische Armee zurück, wurde als Hauptmann dem Kaiser Alexander Grenadier-Regiment aggregiert und als Präses der Examinationskommission für Portepeefähnriche des Gardekorps kommandiert. Mit Patent vom 18. April 1847 trat er am 15. März 1851 in den Truppendienst zurück und fungierte als Kompaniechef im 16. Infanterie-Regiment. Vom 25. Mai 1852 bis zum 13. November 1854 war Stuckrad als Major Kommandeur des II. Bataillons im 17. Landwehr-Regiment in Düsseldorf. Anschließend wurde er zum Kommandeur des 7. Jäger-Bataillons ernannt und in dieser Stellung im April 1857 zum Oberstleutnant befördert. Am 25. Juli 1857 folgte seine Versetzung als Chef des Generalstabes des II. Armee-Korps nach Stettin. Stuckrad stieg Ende Mai 1859 zum Oberst auf und war ab dem 3. Oktober 1859 Kommandeur des 37. Infanterie-Regiments (5. Reserve-Regiment) in Mainz. 1861 nahm Stuckrad an der Krönung von Wilhelm I. zum König von Preußen in Königsberg teil. Unter Stellung à la suite seines Regiments wurde er am 9. Januar 1864 zum Kommandeur der 16. Infanterie-Brigade in Erfurt ernannt. In dieser Stellung wurde ihm im November 1864 das Kommandeurkreuz I. Klasse des Hausordens vom Weißen Falken verliehen. Bis Anfang Mai 1866 blieb er Brigadekommandeur. 
Anlässlich des Deutschen Krieges war Stuckrad 1866 für die Dauer des mobilen Verhältnisses Kommandant von Erfurt. Am 20. September erhielt er den Charakter als Generalleutnant und wurde am 13. Oktober 1866 mit der gesetzlichen Pension zur Disposition gestellt. Für die Dauer des Krieges gegen Frankreich war Stuckrad 1870/71 Kommandierender General des Stellvertretenden Generalkommandos des VIII. Armee-Korps in Koblenz. Nach Beendigung des mobilen Verhältnisses zeichnete ihn Kaiser Wilhelm I. am 13. Oktober 1871 mit dem Stern zum Roten Adlerorden II. Klasse mit Eichenlaub und Schwertern aus.

### Familie
Stuckrad verheiratete sich am 25. Juli 1839 in Berlin mit Auguste Kühl (1820–1884), einer Tochter des Rentiers Gottfried Heinrich Kühl. Aus der Ehe gingen folgende Kinder hervor:
- Elisabeth (* 1840) ⚭ 11. Juni 1868 Karl von Graevenitz, preußischer Major z.D.
- Julius Leopold (* 1841/† 19. Juni 1918 in Berlin), Stallmeister der Ritterakademie in Liegnitz ⚭ 1. November 1865 Clara Müllendorff (* 1843)
- Rudolf (* 1844), preußischer Oberstleutnant a. D. ⚭ 26. Mai 1879 Klara Treutler (* 1858)
- Dorothea Anna (*/† 1844)
- Georg (* 1846), preußischer Major z.D.
- Ida (*/† 1846)
- Franz (* 1851), preußischer Major z.D.
- Martha (* 1854; † nach 1930), Malerin